# Neomonoceratina dongtaiensis
Neomonoceratina dongtaiensis is een mosselkreeftjessoort uit de familie van de Schizocytheridae. De wetenschappelijke naam van de soort is voor het eerst geldig gepubliceerd in 1982 door Yang & Chen.